# Мужская сборная Дании по водному поло
Мужская сборная Дании по водному поло — национальная ватерпольная команда, представляющая Данию на международной арене. Управляющей организацией является Федерация плавания Дании (дат. Dansk Svømmeunion, DSU, Svøm Denmark, англ. Danish Swimming Union).

## Результаты выступлений

### Чемпионаты Европы
| Год        | Место          | И              | В              | Н              | П              | ГЗ             | ГП             | +/-            |
| ---------- | -------------- | -------------- | -------------- | -------------- | -------------- | -------------- | -------------- | -------------- |
| 1926—1989  | не участвовали | не участвовали | не участвовали | не участвовали | не участвовали | не участвовали | не участвовали | не участвовали |
| 1991       | 16             | 6              | 1              | 0              | 5              | 39             | 94             | -55            |
| 1993—н. в. | не участвовали | не участвовали | не участвовали | не участвовали | не участвовали | не участвовали | не участвовали | не участвовали |